# Андерсон, Элизабет Гаррет
Элизабет Гаррет Андерсон (англ. Elizabeth Garrett Anderson; 9 июня 1836 — 17 декабря 1917) — английская женщина-врач и суфражистка. Первая женщина, получившая в Британии квалификацию врача и хирурга. Также была соучредителем первой больницы, укомплектованной женщинами, первым деканом Британской медицинской школы, первой женщиной в Британии, избранной в школьный совет, и, как мэр Олдебурга, первой женщиной-мэром в Британии.

## Биография
Она родилась в Олдборо, Саффолк, в 1836 году, будучи второй из одиннадцати детей Ньюсона Гаррета. В Олдборо не было школ, поэтому начальное образование Гарретт получила дома. Изначально мать обучала её чтению, письму и арифметике, а когда Гаррет исполнилось 10 лет, для них с сестрой стала преподавать гувернантка Мисс Эджворт, бедная дворянка. Утро они проводили в классной комнате; после обеда совершали регулярные прогулки; обучение юных леди продолжалось и во время семейных обедов, на которых присутствовала Эджворт. По ночам гувернантка спала в отгороженной занавеской комнате в спальне девочек. Гаррет презирала свою гувернантку и старалась перехитрить учительницу в классе. Когда Гаррет было 13 лет, а её сестре Луи — 15, их отправили в частную школу-интернат для дам в Блэкхите, Лондон, которой управляли сводные тётки поэта Роберта Браунинга. Там преподавали английскую литературу, французский, итальянский и немецкий языки, а также манеры поведения.
Позже Гаррет вспоминала глупость тамошних учителей, хотя учёба в частной школе помогла ей развить любовь к чтению. Её главной жалобой было отсутствие преподавания естественных наук и математики. Среди её любимых писателей были Теннисон, Вордсворт, Милтон, Кольридж, Троллоп, Теккерей и Джордж Элиот. Элизабет и Луи отличались тем, что им разрешалось принимать горячую ванну раз в неделю (по настоянию их отца), за что были прозваны «банными Гарретами». Тем не менее, именно обучение в частной школе позволило сёстрам стать друзьями на всю жизнь. Когда они закончили обучение в 1851 году, их отправили в короткую поездку за границу, закончившуюся памятным посещением Всемирной выставки в Гайд-парке, Лондон.
После этого формального образования Гарретт провела следующие девять лет, занимаясь домашними делами, продолжая изучать латынь и арифметику по утрам, а также много читала. Её сестра Миллисент вспоминала еженедельные лекции Гаррет «Беседы о важных вещах», когда её младшие братья и сёстры собирались вместе, пока она обсуждала политику и текущие дела от Гарибальди до «Истории Англии» Маколея. В 1854 году, когда ей было восемнадцать лет, Гаррет с сестрой  отправились в долгую поездку к своим школьным подругам Джейн и Энн Кроу в Гейтсхед, где она познакомилась с Эмили Дэвис, феминисткой и будущей соучредительницей Гёртон-колледжа в Кембридже. Дэвис было суждено стать её другом и наперсником на всю жизнь, всегда готовым дать дельный совет во время принятия важных решений в карьере Гаррет. Возможно, именно в «Английском женском журнале», впервые изданном в 1858 году, Гаррет впервые прочитала об Элизабет Блэкуэлл, ставшей первой женщиной-врачом в Соединенных Штатах в 1849 году. Когда Блэкуэлл посещала Лондон в 1859 году, Гаррет отправилась в столицу. К тому времени её сестра Луи уже вышла замуж и жила в Лондоне. Гаррет присоединилась к Обществу содействия занятости женщин, которое организовывало лекции Блэкуэлл по теме «Медицина как профессия для женщин» и организовало частную встречу между Гаррет и доктором. Говорят, что во время поездки в Олд-Хаус около 1860 года, однажды вечером, сидя у камина, Гаррет и Дэвис выбрали путь карьерного роста для расширения границ прав женщин; Гаррет должна была открыть для женщин профессию врача, Дэвис — двери в университетское образование для женщин, в то время как 13-летняя Миллисент стала бы заниматься политикой и избирательными правами женщин. . Сначала Ньюсон был против радикальной идеи о том, чтобы его дочь стала врачом, но потом согласился сделать всё, что в его силах, как в финансовом, так и в ином плане, чтобы поддержать Гаррет.

## Медицинское образование
В 1860 году она решила изучать медицину, что казалось неслыханной вещью для женщины в те дни, а старомодными людьми могло быть расценено как нечто почти неприличное. Гаррет удалось получить относительное иррегулярное начальное медицинское образование в Миддлсекской больнице в Лондоне, но ей было отказано в приёме в качестве полноправного студента и там, и во многих других медицинских школах, в которые она пробовала поступить. В больнице Миддлсекса она провела около шести месяцев и показала себя хорошей медсестрой. Ей разрешали посещать амбулаторию и частные занятия по латыни, греческому языку и фармакологии, а также присутствовать при операциях. Отдельно она занималась с преподавателями по анатомии и физиологии три раза в неделю, чем заслужила допуск на лекции по химии в медицинской школе при больнице и в анатомический кабинет. Но несмотря на поддержку администрации, большинство студентов мужского пола были против сокурсницы-женщины. Гаррет покинула больницу, получив сертификат с отличием по химии и фармакологии. Она подала документы в несколько медицинских школ, включая Оксфорд, Кембридж, Глазго, Эдинбург, Сент-Эндрюс и Королевский колледж хирургов, но все они отказались принять её.
Её спутницей в этой борьбе стала София Джекс-Блейк. Хотя обе они считаются «выдающимися» медицинскими деятелями конца XIX века, Гаррет смогла использовать полученные сертификаты через лазейку в приёмной комиссии Почтенного общества аптекарей. Получив в частном порядке диплом по анатомии и физиологии, она была принята в 1862 году в общество аптекарей, которое, согласно их уставу, не могло юридически исключить её по половому признаку. Также она продолжала изучение анатомии в Медицинской школе лондонской больницы с некоторыми из профессоров Сент-Эндрюсского университета и в заочной медицинской школе в Эдинбурге при королевском родильном доме. 
В 1865 году она, наконец, сдала экзамен и получила лицензию от общества аптекарей, став первой женщиной, получившей квалификацию в Британии, чтобы официально заниматься медициной (раньше неё получил квалификацию доктор Джеймс Бэрри, который родился и вырос женщиной, но представлялся мужчиной с 20 лет, чтобы поступить в медицинскую школу, и прожил свою взрослую жизнь как мужчина). В этот день трое из семи кандидатов сдали экзамен, причем Гаррет получила самые высокие оценки. Общество аптекарей немедленно внесло поправки в свои правила, чтобы другие женщины не могли получить лицензию, что означало, что подобный путь для Джекс-Блейк закрыт; новое правило запрещало женщинам, получившим частное образование, сдавать экзамен. Только в 1876 году был принят медицинский акт, новый закон, который позволил Британским медицинским властям выдавать лицензии всем квалифицированным заявителям независимо от их пола.

## Карьера

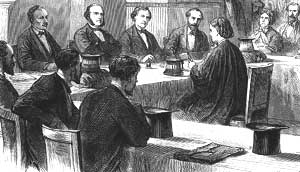
Гаррет перед приёмной комиссией медицинского факультета Парижского университета

Несмотря на имеющуюся у Гаррет лицензию, её половая принадлежность не позволяла ей занять медицинскую должность ни в одной больнице. Поэтому в конце 1865 года Гаррет открыла свою собственную практику на Аппер-Беркли-стрит, 20, Лондон. Поначалу пациентов было мало, но их количество постепенно росло. После шести месяцев практики она захотела открыть амбулаторный диспансер, чтобы бедные женщины могли получить медицинскую помощь от квалифицированного практикующего врача своего пола. В 1865 году в Британии произошла вспышка холеры, поразившая как богатых, так и бедных, и в панике некоторые люди забыли о своих предрассудках по отношению к женщине-врачу. Первая смерть от холеры наступила в 1866 году, но к тому времени Гаррет уже открыла амбулаторию Святой Марии для женщин и детей на Сеймур-Плейс, 69. В первый год она ухаживала за 3000 новыми пациентами, которые совершили 9300 амбулаторных визитов в диспансер. Диспансер вскоре перерос в Новую больницу (англ. New Hospital) для женщин, и там Андерсон проработала более двадцати лет. Узнав, что декан медицинского факультета университета Сорбонны в Париже выступает за набор женщин в качестве студентов-медиков, Гарретт начала изучение французского языка, чтобы иметь возможность подать заявление на получение медицинской степени, которую, не без некоторых трудностей, она получила в 1870 году.

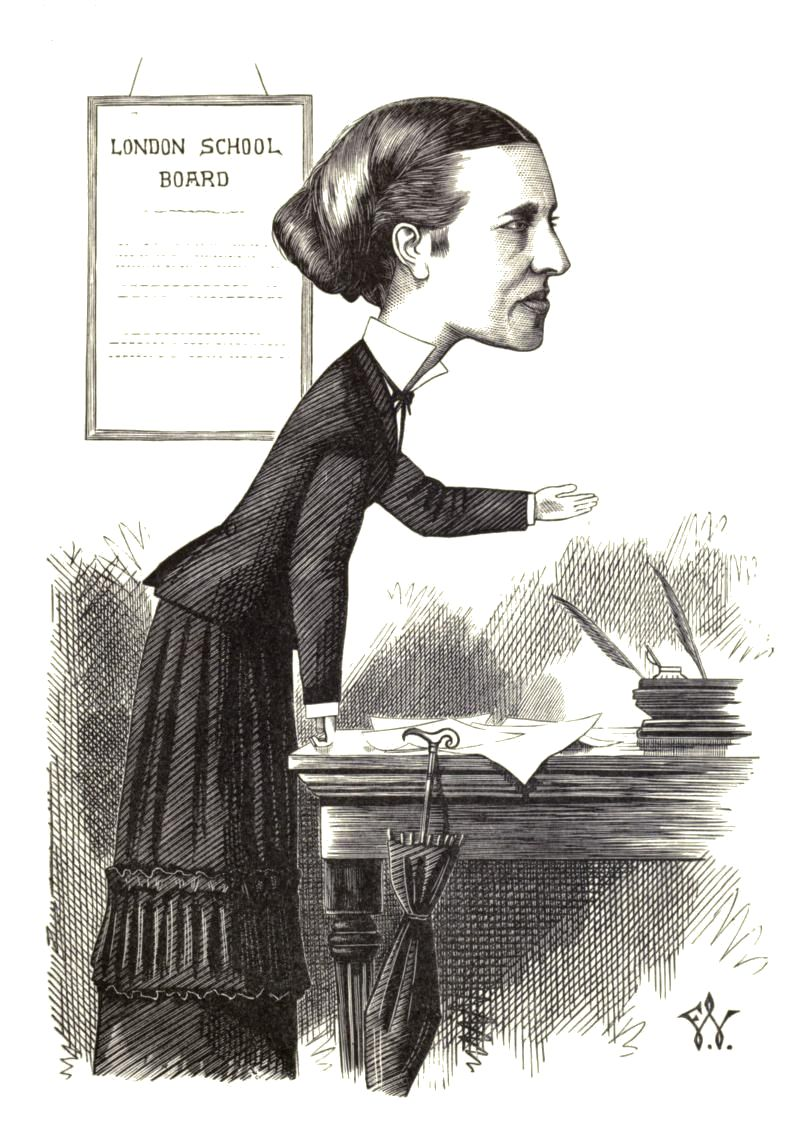
Карикатура на выступление Гаррет в 1872

В том же году она была избрана в первый совет Лондонский школы, недавно открытый для женщин; Гаррет получил самый высокий голос среди всех кандидатов. А также стала одним из приглашённых врачей-визитёров в больнице восточного Лондона для детей (позже детской больницы королевы Елизаветы), став первой женщиной в Великобритании, назначенной на медицинский пост. Но обязанности на этих двух должностях оказались несовместимыми с её основной работой, и в 1873 году она подала в отставку с них. В 1871 году она вышла замуж за Джеймса Джорджа Скелтона Андерсона (умер в 1907 году), лондонского судовладельца, но не оставила врачебную практику. В 1872 году амбулатория стала новой больницей для женщин и детей, где женщины со всего Лондона лечились от гинекологических заболеваний; больница переехала в новое помещение на Мэрилебон-стрит в 1874 году. Примерно в это же время Гаррет также выступила с ответом на мужской взгляд медицинского характера на женское образование. Поводом послужила статья Генри Модсли «Секс и разум в образовании», в которой утверждалось, что образование для женщин вызывает чрезмерную нагрузку и тем самым снижает их репродуктивную способность, иногда вызывая «нервные и даже психические расстройства».  Контраргумент Гаррет состоял в том, что настоящая опасность для женщин заключается не в образовании, а в скуке, и что свежий воздух и физические упражнения предпочтительнее, чем сидеть у камина с романом. Позже Гаррет стала лектором в единственном учебном заведении в Британии, предлагавшем курсы для женщин. 
Она стабильно работала над развитием Новой больницы (англ. New Hospital) и (с 1874 года) вместе с Софией Джекс-Блейк над созданием медицинской школы для женщин в Лондоне, где занимала должность декана. Оба учреждения с тех пор были значительно усовершенствованы и качественно оборудованы. Новая больница (в Истон-Роад), архитектором которой стал Дж. М. Брайдон, который взял в помощники сестру Андерсон Агнес Гаррет и её кузину Роду Гаррет, которые внесли свой вклад в проектирование, была укомплектована исключительно медперсоналом из женщин, а в основанной ей школе (на улице Хантер-стрит) обучалось более чем 200 студенток, большинство из которых готовилось к поступлению на медицинский факультет Лондонского университета, который был открыт для женщин в 1877 году. В Новой больнице на 1874 год имелось 26 коек, и Главный медицинский совет Англии первоначально противился её использованию в учебных целях, так как по закону только больница размером от 150 коек и выше считалась пригодной для целей обучения студентов. Но после трёх лет борьбы и апелляций альянс, созданный школой для женщин-врачей и Королевским бесплатным госпиталем Грейс-ин-Роад, смог добиться отмены официальных постановлений на этот счёт. Усилия небольшой группы потенциальных женщин-врачей во главе с Гаррет в конце концов привели к принятию в 1876 году парламентом акта, разрешающего допускать женщин к сдаче экзаменов на медицинские факультеты университетов.

### Членство в Британской медицинской ассоциации

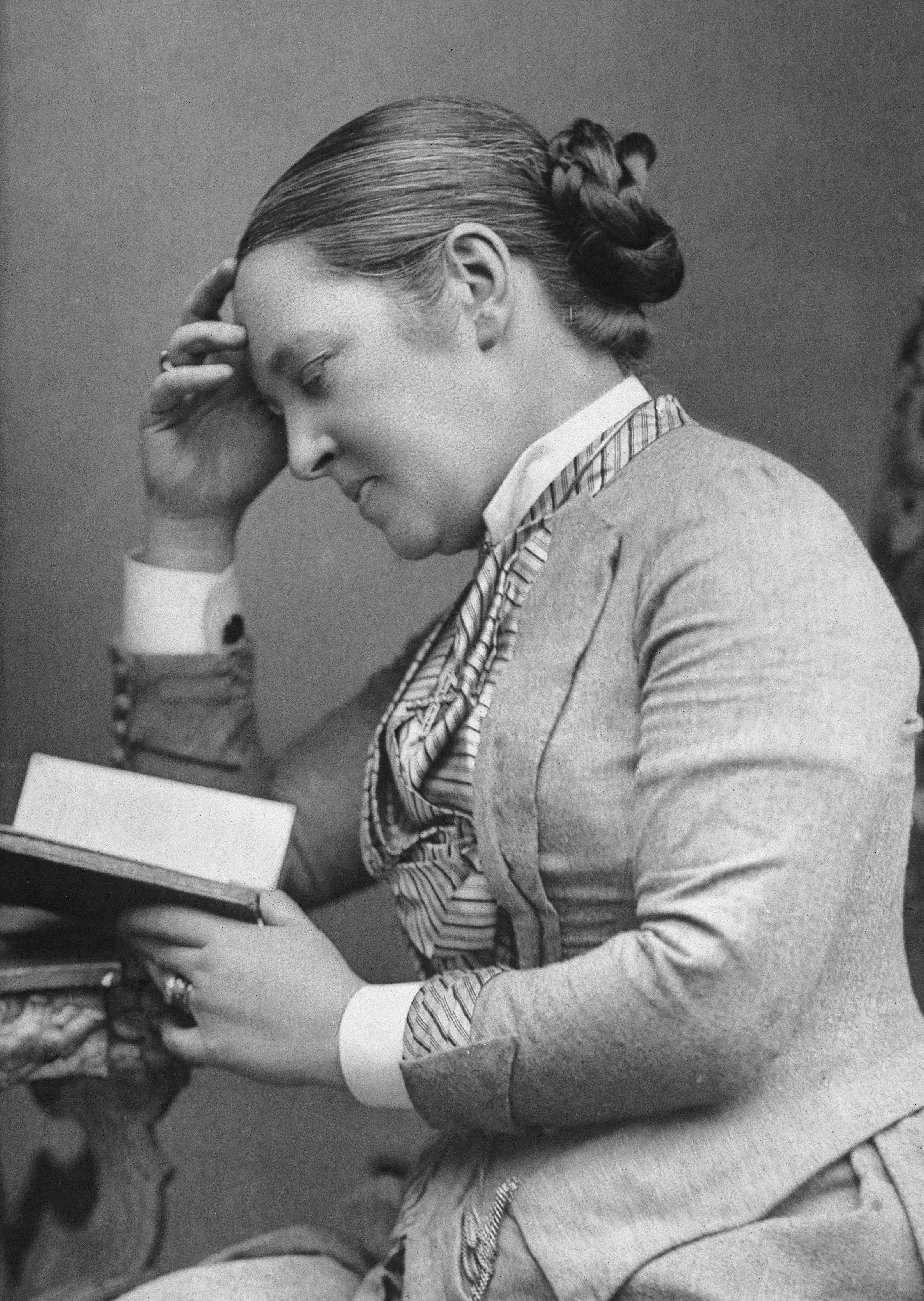
Гарретт Андерсон, приблизительно 1889 г

В 1873 году она стала членом Британской медицинской ассоциации (БMA), но вскоре после этого было выдвинуто предложение полностью исключить женщин (в частности, Андерсон и Фрэнсис Элизабет Хогган) из ассоциации. Против этого решительно выступил доктор Норман Керр, который отстаивал равные права членов совета. Это явление стало «одним из нескольких уникальных случаев, поскольку Гарретт удалось войти в доселе полностью мужское медицинское объединение, которое впоследствии было сильно обеспокоено официальным исключение других женщин, которые могли бы последовать за ней». В 1892 году все ограничения на членство женщин в Британской медицинской ассоциации были сняты. А в 1897 году Гарретт Андерсон была избрана президентом отделения Британской медицинской ассоциации в восточной Англии.

## Движение за женские избирательные права

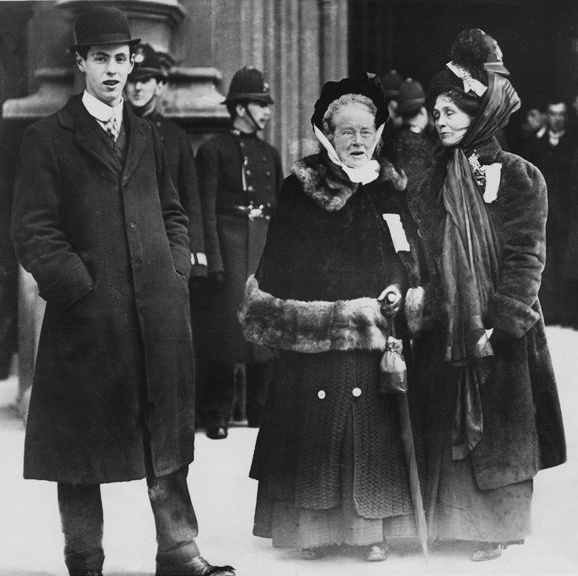
Гаррет Андерсон и Эммелин Панкхёрст во время суфражистской демонстрации, получившей название «Чёрная пятница», 18 ноября 1910

Гаррет Андерсон также активно участвовала в движении за избирательные права женщин. В 1866 году Гаррет Андерсон и Эмили Дэвис представили петиции, подписанные более чем 1500 женщинами, с просьбой предоставить женщинам-главам домохозяйств право голоса. В том же году Гаррет Андерсон присоединилась к первому Британскому женскому избирательному комитету. Хотя она не была так активна, как её сестра Миллисент Гаррет Фосетт, однако успела стать членом Центрального Комитета Национального общества за избирательное право женщин в 1889 году. 

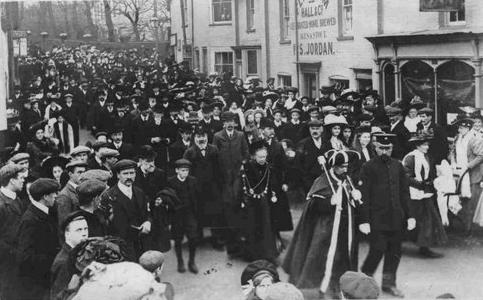
Гаррет Андерсон на посту мэра Олдборо, ноябрь 1908

После смерти мужа в 1907 году она посвящала больше времени и сил общественной деятельности. 9 ноября 1908 года она была избрана мэром Олдборо, став первой женщиной-мэром в истории Британии. Находясь на своём посту она выступала с речами за избирательное право, прежде чем растущая радикализация в движении привела к её уходу в 1911 году. Её дочь Луиза, также ставшая врачом, занимала более активную позицию и даже участвовала в радикальных акциях движения, за что была привлечена к уголовной ответственности и в 1912 году помещена в тюрьму.

## Личная жизнь
Элизабет Гаррет Андерсон однажды заметила, что «врач ведет две жизни, профессиональную и частную, и границы между ними никогда не пересекаются». В 1871 году она вышла замуж за Джеймса Джорджа Скелтона Андерсона (умер в 1907 году) из Восточной пароходной компании, совладельцем которой был его дядя Артур Андерсон, но не отказалась от своей медицинской практики. У неё было трое детей: Луиза (1873—1943), Маргарет (1874—1875), умершая от менингита, и Алан (1877—1952). 
В 1902 году они переехали в Олдборо, а через год, после смерти матери Элизабет, в Олд-Хаус. Скелтон умер от инсульта в 1907 году. Она была счастлива в браке, и в преклонном возрасте посвящала время дому, саду и путешествиям с младшими членами большой семьи.
Она умерла в 1917 году и была похоронена в родном Олдборо на кладбище церкви Святого Петра и Святого Павла. Её сын, Аллан Гаррет-Андерсон, заменил Эрика Геддеса на посту инспектора военно-морского флота в августе 1917 года, а её дочь Луиза, также врач, была начальником одного из полевых госпиталей во время Первой мировой войны.

## Наследие

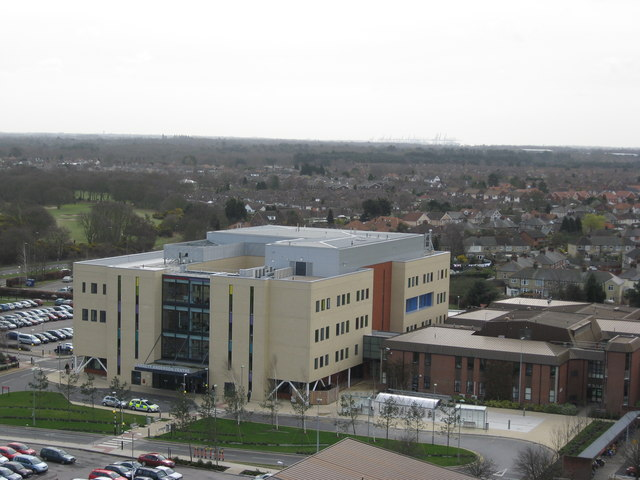
Центр Гаррет Андерсон, Больница Ипсвича

Движение за допуск женщин к медицинской профессии, неутомимым пионером которого она была в Англии, распространилось на многие европейские страны, за исключением Испании и Турции.
Новая больница для женщин, созданная Элизабет Гаррет Андерсон, с 1918 года носит её имя и объединена с акушерской больницей в 2001 году,  прежде чем переехать в Университетский колледж Лондонского университета.
Бывшие здания больницы Элизабет Гаррет Андерсон включены в состав новой Национальной штаб-квартиры британского профсоюза UNISON. Галерея Элизабет Гаррет Андерсон (Elizabeth Garrett Anderson Gallery), постоянная инсталляция, установленная в отреставрированном здании больницы, с использованием различных средств массовой информации, повествующих об истории Гаррет Андерсон, её больницы и борьбы женщин за достижение равенства в области медицины в более широких рамках социальной истории XIX-го и XX-го веков.
Центр интенсивной терапии в больнице Ипсвича был назван центром Гаррет Андерсон, в знак признания её связей с графством Суффолк.
Школа Элизабет Гаррет Андерсон, средняя школа для девочек в Ислингтоне, Лондон, названа в её честь.
Архив Элизабет Гаррет Андерсон хранится в женской библиотеке Лондонской школы экономики. Архивы больницы Элизабет Гаррет Андерсон (бывшая Новая больница для женщин) хранятся в лондонском Метрополитен-архиве.
9 июня 2016 года Google Doodle отметил её 180-летие.